# Toacris gorochovi
Toacris gorochovi är en insektsart som beskrevs av Sergey Storozhenko 1992. Toacris gorochovi ingår i släktet Toacris och familjen gräshoppor. Inga underarter finns listade i Catalogue of Life.